# مرتضی رستگار جواهری
مرتضی رستگار جواهری (۱۲۹۱ اصفهان-۱۳۷۷ ش کانادا فرزند میرزا محمد هادی جواهری اصفهانی تاجر، بازرگان و صنعتگر که ملقب به پدر معدنکاری سرب و روی نوین در ایران است. 

## تولد
مرتضی رستگار جواهری در سال ۱۲۹۱ (۱۹۱۰میلادی) خورشیدی در  خانواده‌ای اصیل و کهن اصفهان به دنیا آمد. منزل مسکونی خانوادگی و محل تولد او یکی از ابنیه‌های فاخر و مجلل آن شهر بود که به سبک معماری ایرانی بنا شده بود. این منزل بعدها به بیمارستان احمدیه تبدیل شد.
جد پدری رستگار، میرزا محمد هادی جواهری اصفهانی اولین وکیل اصفهان در دوره‌ی نخست مجلس شورای ملی بود. حاج میرزا محمد هادی از تجار تراز اول اصفهان بود ولی اسلاف وی به تدریس و زراعت اشتغال داشتند.

## تحصیلات
تحصیلات اولیه‌ی مهندس رستگار مکتب‌خانه‌ای بود. او در ۱۴ سالگی به همراه برادرش دکتر رضا رستگار برای ادامه تحصیل به تهران اعزام و مدتی بعد وارد مدرسه‌ دارالفنون شد. مرتضی رستگار از استعدادهای درخشان عصر خود به شمار می‌رفت و در فراگیری علوم از نبوغ خاصی برخوردار بود او حتی در برخی زمینه‌ها به تدریس هم کلاسی‌های هم سن و سال و حتی بزرگ‌تر از خود می‌پرداخت.
رستگار قبل از اتمام دوره‌ی متوسطه، با کسب رتبه‌ی اول در امتحانات اعزام محصل به خارج، پدیرفته شده و در ۱۶ سالگی برای ادامه‌ی تحصیل عازم فرانسه شد. او جوان‌ترین محصل اعزامی ایرانی آن زمان به اروپا بود. رستگار در مدارس و دانشگاه نانت و دانشگاه سوربون در رشته‌ی لوکوموتیوسازی و کشتی‌سازی تحصیل کرد.
مهندس رستگار در دوران اقامت خود در فرانسه، مدتی به عنوان یکی از کارشناسان راه‌آهن پاریس مشغول به کار شد. وی پس از ۹ سال به ایران بازگشت.

## بازگشت به ایران
او پس از بازگشت به ایران، در دانشگاه جنگ و دانشکده‌ فنی دانشگاه تهران به تدریس پرداخت. برای اولین بار جعبه دنده‌ي اتومبیل در کلاس درس ایشان توسط دانشجویان او ساخته شد و بسیاری از شاگردان او به رشته‌های صنایع سنگین کشیده شدند. وی در عین حال در اداره‌ی راه‌آهن نیز به عنوان مهندس فنی اشتغال داشت و پس از مدتی به ریاست اداره‌ی فنی راه‌آهن مرکز رسید و در تاسیس مدرسه‌ي فنی راه‌آهن نیز مشارکت داشت.
نخستین شرکتی که مهندس رستگار تاسیس کرد، شرکت سهامی صنعتی معدنی ایران (سمیران) بود. این شرکت کارهای صنعتی معدنی و اکتشافی خود را در ایران به شیوه‌ی نوین و استاندارد بین‌المللی انجام می‌داد.
رستگار در دوران زندگی کاری خود بانی و شریک تعداد زیادی از کارهای صنعتی دیگر از جمله گروه صنعتی رنا، شرکت خودروسازی زامیاد و شرکت بریجستون بود. با این حال کار اصلی و مهم خود را گروه صنعتی معدنی ایران می‌دانست که در آن روزگار از اهمیت بالایی برخوردار بود. این شرکت مبدع و مروج شیوه‌های نوین معدن‌کاری با استانداردهای جهانی در ایران بود و به همین خاطر نیز لقب معدن‌کاری نوین ایران به مهندس رستگار اهدا شد.
رستگار، نخستین کارشناس صنایع و معادن در ایران بود که به مسئله‌ی محیط زیست و حفاظت از آن در کنار فعالیت‌های صنعتی و معدنی توجه خاصی داشت او به آب‌های زیرزمینی و ایجاد چرخه‌ی بازیافت آب‌های مورد استفاده، درختکاری در محیط‌های معدنی و نیز به بازسازی مجدد زمین توجه خاصی داشت. او زمین را متعلق به تمام بشریت در طول تاریخ می‌دانست و در امانتداری از آن و انتقال این میراث به آیندگان اهتمام ویژه‌ای داشت. 

## توسعه معادن
مهندس رستگار بر روی بیش از صد معدن مختلف در سراسر ایران اهتمام و به سرمایه‌گذاری مبادرت نمود از آن جمله می‌توان به معادن زیر اشاره کرد:
- معدن کوشک در بافق یزد
- معدن سرب و روی نخلک در انارک اصفهان
- معدن خانه‌ی سورمه در نجف‌آباد (اصفهان)
- معدن فیض‌آباد (نایین)
- زیرکان در بافق یزد
- معادن لکان حسین آباد
- دره نقره در خمین (اراک)
- معدن چاه گز بابک (یزد)
- معدن اردکان (یزد)
- مهدی‌آباد یزد
- معدن مس قلعه زری
- معدن استرانسیم در کویر ورامین
- معدن سرب و روی انگوران زنجان

مهندس رستگار معدن سرب و روی بافق را پس از ماه‌ها تلاش طاقت‌فرسا، کشف و راه‌اندازی کرد. او در خاطراتش اشاره کرده: «در راه کشف و راه‌اندازی این معدن ماه‌ها روی شن‌ها می‌خوابیده و ستاره‌های آسمان کویر یزد پتوی او و چکمه‌هایش بالش‌اش بوده‌اند. تعریف می‌کرد با خورجینی از نان و مقداری آب به همراه لوله‌های آزمایشگاهی و مواد صنعتی به کار مشغول بود. مجموعه بافق و حواشی آن دومین مجتمع بزرگ صنعتی و معدنی بخش خصوصی ایران بود.»
معدن سرب و روی انگوران یکی از معادن بسیار قدیمی بود که به دلیل عدم استفاده‌ي مناسب به مرور متروکه شده بود. مهندس رستگار که بانی معدن‌کاری به سبک نوین در ایران است توانست معدن انگوران را احیا کرده و با استفاده از نبوغ و پشتکار خود توانست آن را به بزرگ‌ترین معدن ایران و یکی از بزرگ‌ترین معادن دنیا تبدیل کند. معدن انگوران مهم‌ترین منبع روی جهان به شمار می‌رود.
جهت تغلیظ خاک معدن انگوران در شرکت کالسیمین که رستگار موسس آن بود، باید مسافتی ۲۰ کیلومتری طی می‌شد و برای همین سیم نقاله هوایی یا همانROPE WAY  به طول ۱۹کیلومتر توسط خود مهندس رستگار طراحی شد.
مهندس رستگار نه تنها خود به شیوه‌های نوین معدن‌کاری اعتقاد داشت، بلکه در اشاعه و آموزش این شیوه نیز تلاش و تقلای خاصی می‌نمود.
مهندس رستگار به گردش سرمایه و ثروت اعتقاد داشت و از این جهت کلیه‌ي پروژه‌هایش را شخصاً سرمایه‌گذاری کرد و با وجود سرمایه‌گذاری‌های فراوان و داشتن اعتبارات نامحدود و امکان دریافت کمک‌های دولتی، دیناری از دولت و بانک‌ها وام نمی‌گرفت و اساساً اعتقادی هم به استفاده از منابع عمومی و رانت‌های مرسوم دولتی برای سرمایه‌گذاری‌های خود نداشت.
مهندس مرتضی رستگار از تبختر و تجمل‌گرایی به شدت پرهیز داشت و اغلب در جمع کارکنان و کارگران عادی مجموعه صنعتی و معدنی خود به سر می‌برد و غالباً با آنان غذا می‌خورد و زندگی می‌کرد. او با استفاده از نبوغ و پشتکار خود توانست معدن انگوران را به بزرگ‌ترین معدن سرب و روی خاورمیانه تبدیل کند. 

## درگذشت
مهندس مرتضی رستگار سرانجام در ژانویه ۱۹۹۹ (دی ماه ۱۳۷۷شمسی) در سن ۸۶ سالگي در ونکوور کانادا درگذشت.

## مستند زندگینامه
۲۳ سال بعد از فوت او دو تن از شاعران و مستندسازان جوان کشور به نام‌های حسین نجاری و فاطیما سیاحتی، فیلم مستندی از مرتضی رستگار ساختند که در ۵ جشنواره دنیا مورد توجه قرار گرفت. این فیلم مستند با نام «قورقوشوم» به نویسندگی و کارگردانی این دو هنرمند در سال ۱۴۰۰ تولید و در جشنواره‌های جمهوری چک(INTERNATIONAL ROAD MOVIE FESTIVAL)، آلمان (MUMBAI INTERNATIONAL CULT FILM FESTIVAL )، گرجستان (SHORT FILM FESTIVAL KUTAISI INTERNATIONAL)، هندوستان (IAWRT ASIAN WOMENS FILM FESTIVAL) و لهستان (GRAND OFF WORLD INDPENDENT FILM) خوش درخشید و در شانزدهمین جشنواره‌ی گرانداف لهستان در زمره‌ی ۵ فیلم برتر آن جشنواره در بخش سینماتوگرافی شد.